# Sint Salvatorshof
Het Sint Salvatorshof is een hofje in de Nederlandse stad Leiden, provincie Zuid-Holland. De ingang van het hofje is gelegen aan de Steenstraat.

## Stichting
Het Sint Salvatorshof werd gesticht in 1625 bij testament van priester H. Pauwels Claeszoon van de Velde, bijgenaamd "De Goede". Pauwels Claeszoon was een telg uit een voornaam en rijk burgemeestersgeslacht en vicaris van de O.L. Vrouwenkerk. In zijn testament beschreef Pauwels Claeszoon het hofje naar Sint Salvator of Salvator Mundi te willen vernoemen en het te bestemmen voor "Eerlicke Maechden ofte Weduwen" (ongetrouwde vrouwen en weduwen). Na zijn dood kochten zijn executeurs-testamentair een oude kaatsbaan en bouwden op het terrein een complex van twaalf huisjes. In 1639 werd de bouw van het hofje voltooid.

## Bouwstijl en renovatie
Opvallend in de bouwstijl zijn de spitse bogen boven de ramen. In 1809 werden 4 van de 14 huisjes gesloopt wegens bouwvallige staat. Er was geen geld voor nieuwbouw en pas in 1884 werden ze herbouwd. In 1891 werd men aangesloten op de gasleiding en in 1895 op de waterleiding, de kwaliteit van het putwater zou zeer slecht zijn geweest. In plaats van de waterpomp kwam er één waterkraan. In de jaren 1931-1932 volgde een grondig herstel waarbij het oude aanzien, met de spitsbogen boven de ramen en deuren en enkele kruiskozijnen, bewaard bleef. Door verval was het hofje in de jaren '60 van de 20e eeuw niet meer geschikt voor bewoning door senioren en nam de Stichting Leidse Studentenhuisvesting, welk nu bekend is onder de naam Stichting DUWO, het hofje over. De stichting zorgde voor een grondige renovatie in de periode 1978-1982.

## Beheer
Jarenlang werd het hofje bestuurd door leden uit het geslacht van Pauwels van de Velde. Toen de familie aan het eind van de 18e eeuw uitgestorven was werd een rentmeester aangesteld. Sinds de jaren '60 is de Leidse Stichting Studentenhuisvesting (SLS) eigenaar van het pand, welk inmiddels is gefuseerd met de stichting DUWO. Het hofje staat nu onder beheer van laatstgenoemde stichting.

## Rijksmonument
Het hofje staat sinds 1968 als rijksmonument ingeschreven in het monumentenregister